# Akmena (přítok Mituvy)
Akmena je řeka v Litvě, v Žemaitsku. Teče v okrese Jurbarkas (Tauragėský kraj), v Karšuvské nížině. Je to pravý přítok řeky Mituva. Je 15 km dlouhá. Pramení 0,5 km na sever od obce Griciai. Do Mituvy se vlévá u obce Škeršpyliai 71,5 km od jejího ústí do Němenu.

## Průběh toku
0,5 km na sever od obce Griciai. Teče zprvu směrem východním, u obce Užringis se stáčí přes jižní směr do směru opačného (západního). Když míjí z jihu opět obec Griciai, stáčí se do směru jihozápadního, u vsi Pamituvys do směru západního. Teče ponejvíce při okraji lesa. U obce Škeršpyliai se vlévá do Mituvy, která je v tomto místě vzdutá – protéká rybníkem u Rupeikiů. Vzdutá je na soutoku i sama Akmena.

## Přítoky
Levý:
- Bezejmenný (vlévá se 1,7 km od ústí)

Pravé:
- Maldupis (5,9 km), Šaltgrindis (1 km)

## Obce při řece
- Griciai, Akmeniškiai, Užringis, Liucinava, Pamituvys, Birbiliškė, Šiauliai (neplést s krajským městem Šiauliai!), Škeršpyliai

## Původ názvu
O jazykových souvislostech sledujte část rozcestníku Původ názvu.